# 仮庵の祭り
仮庵の祭り（かりいおのまつり、ヘブライ語: סוכות、英語: Sukkot）はザドク暦第七のホデシュの15日から7日間行われる。ユダヤ暦（太陰太陽暦）によると満月の日となる。一般には太陽暦10月頃に行われるヤハウェの祭りである。

## 概説
仮庵の祭りは、過越祭（ペサハ）と七週の祭り（シャブオット）とともにユダヤ教三大祭の一つ。仮庵祭（かりいおさい）、スコット（Sukkot）ともいう。Sukkot とはヘブライ語で「仮庵」のこと。ユダヤ人の祖先がエジプト脱出のとき荒野で天幕に住んだことを記念し、祭りの際は木の枝で仮設の家（仮庵）を建てて住む。
旧約聖書「レビ記」23章34-43節に規定がある。
聖書ではザドク暦第七ホデシュの15日から7日間行われる。祭りがもっとも盛大に行われるのは8日目の清めの集会である。ディアスポラではこの祭りは「律法の祭り (Śimchath Torah)」と複合して9日間になった。
レビ記には、祭りは7日間であり 8日目に集会を開いて犠牲を捧げる、とある。初日と8日目は安息日にあたり、仕事をすることは禁じられる。（安息日を除いた中間日は、ホル・ハ・モエド (Chol haMoed) と呼ばれる。） 秋の収穫祭の側面ももつ。パレスチナ地方では秋は果物の収穫期であり、「レビ記」23章39節では第七ホデシュの15日は「農作物を収穫するとき」といわれる。
レビ記によれば、「初日に、……木の実（Etrog、シトロン）、ナツメヤシ（Dattelbaum, Teytlboym）の葉（Lulav）、茂った木の枝（ミルトス、ギンバイカ）、カワヤナギ（Weidenbaum）の枝を採ってきて、……喜び祝う」。初日から7日間、みな仮庵に住む。また毎日「焼き尽くす捧げ物」が献じられる。エルサレム神殿破壊以後は犠牲は行われていない。

イエスの時代には、『ヨハネによる福音書』7章37節-38節にあるように、仮庵祭の期間中、毎日エルサレム神殿へ市内のシロアムの池から黄金の器で水を汲んで運び、朝晩二回行われる犠牲の際、供え物とともに祭壇に水を注ぐ行事が行われた。なつめやしの葉、ミルトスの若枝三枝、柳の枝二枝、シトロン一個を束にしたルーラブを持って東西南北に振り回すことで神が全宇宙を支配していることを表した。
現代のイスラエルにおいてもスコットの期間中はいたるところで仮庵が設置されている。

## 日程
- 2003年 - 10月11日から
- 2004年 - 9月30日から
- 2005年 - 10月18日から
- 2006年 - 10月7日から
- 2007年 - 9月27日から
- 2008年 - 10月14日から
- 2009年 - 10月3日ら
- 2010年 - 9月23日から
- 2011年 - 10月13日から
- 2012年 - 10月1日から
- 2013年 - 9月19日から
- 2014年 - 10月9日から
- 2015年 - 9月28日から
- 2016年 - 10月16日から
- 2017年 - 10月4日から
- 2018年 - 9月23日から
- 2019年 - 10月13日から
- 2020年 - 10月2日から
- 2021年 -
- 2022年 -
- 2023年 - 9月29日から10月6日まで

（正確には、上記日付の前日の日没から始まる。）